# Hervanta vattentorn

Hervanta vattentorn (finska Hervannan vesitorni) är ett vattentorn i Hervanta i sydöstra Tammerfors i Finland. Tornet, som är svampformigt och relativt smalt, stod färdigt 1983. Höjden är 48 meter och vattenvolymen 1 000 kubikmeter. Det finns en utsiktsplattform och en pizzeria högst uppe i tornet.

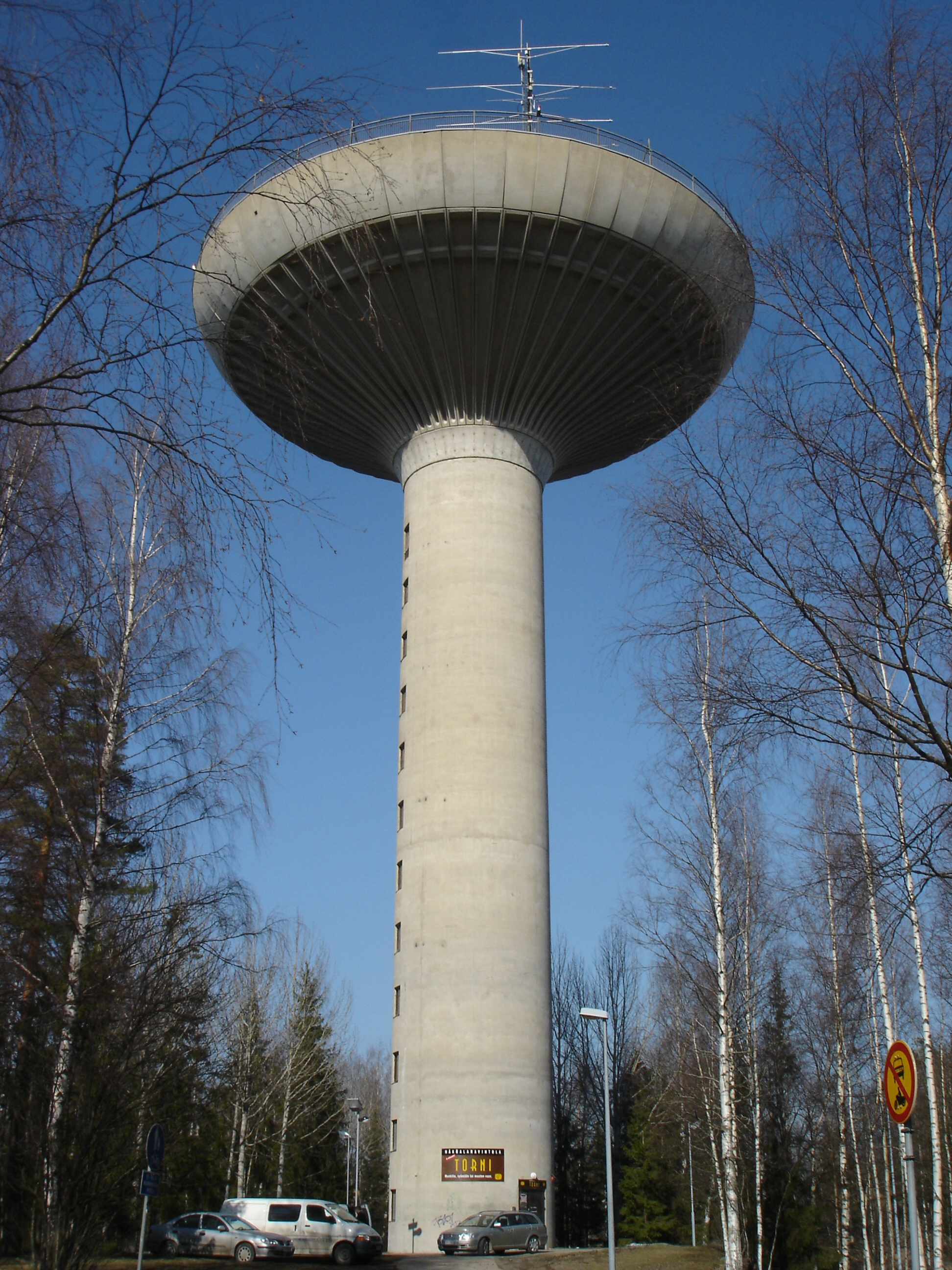
Hervanta vattentorn.

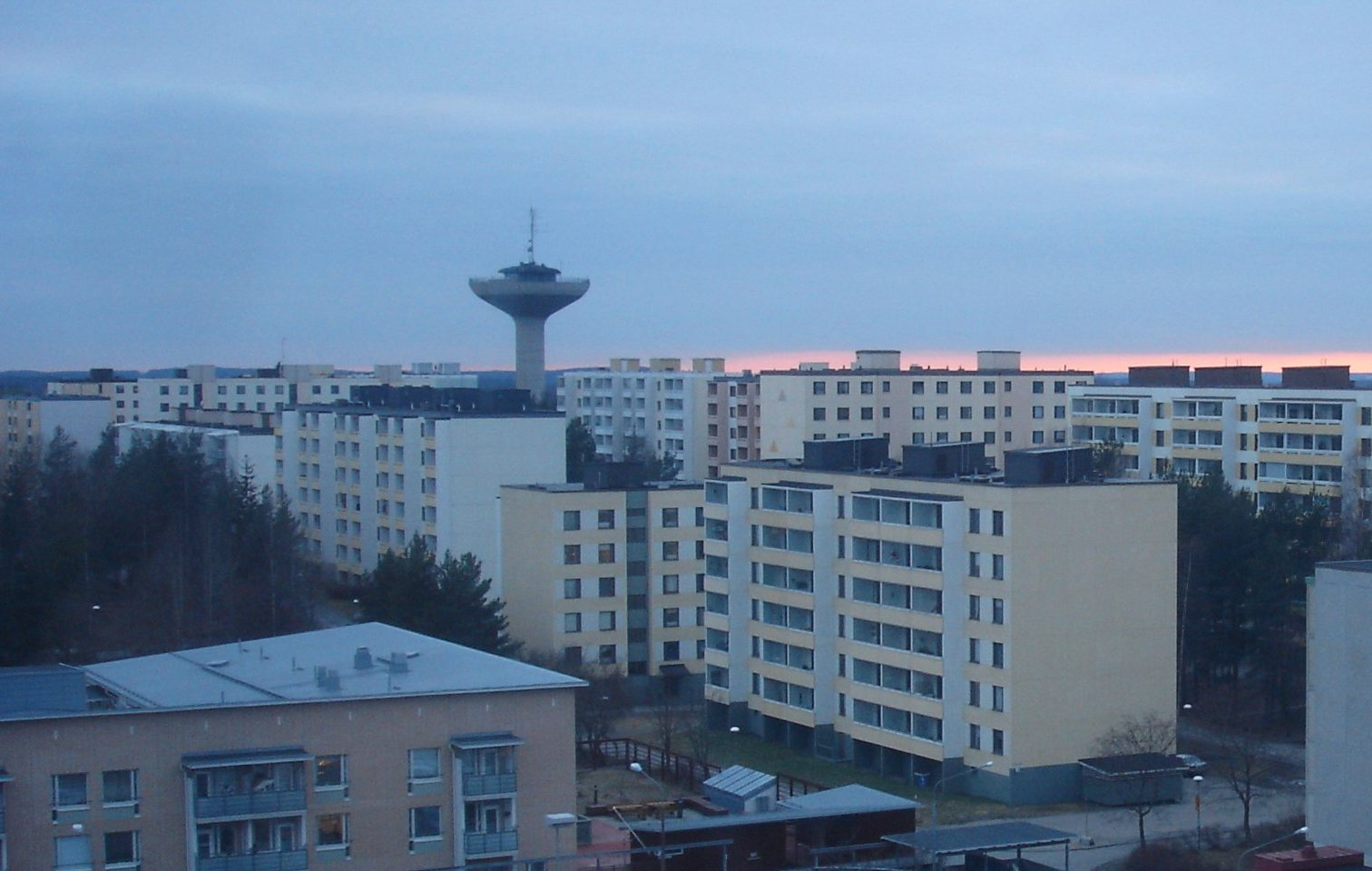
Vattentornet och närliggande bebyggelse i Hervanta.